# Magic Carpet
Magic Carpet è un sparatutto in prima persona per MS-DOS, Sega Saturn e PlayStation. È stato prodotto nel 1994 dalla Bullfrog Productions e pubblicato dall'Electronic Arts. Fu definito uno dei videogiochi più innovativi dell'anno e si fece notare anche per il notevole motore grafico tridimensionale, ma nonostante le lusinghiere recensioni dalle riviste del settore commercialmente fu un insuccesso.
Il giocatore è alla guida di un tappeto magico e può quindi volare nelle tre dimensioni, ma non può rollare. Può sparare proiettili magici di vario tipo e lanciare incantesimi. Non è possibile schiantarsi a terra.
Il seguito fu Magic Carpet 2 (1995).